# 宜阳站
宜阳站是洛宜铁路终点站，位于河南省洛阳市宜阳县城关镇高桥车站路，建于1958年，现为三等站。不办理客运业务；货运办理整车、零担货物发到。